# Campeonato Mundial de Atletismo de 2022 - Salto com vara feminino
A competição do salto com vara feminino no Campeonato Mundial de Atletismo de 2022 foi realizada no estádio Hayward Field, em Eugene, nos Estados Unidos, entre os dias 15 a 17 de julho de 2022.

## Recordes
Antes da competição, os recordes eram os seguintes:
| Recorde mundial                               | Yelena Isinbayeva (RUS) | 5.06 | Zurique, Suíça                | 28 de agosto de 2009 |
| Recorde do campeonato                         | Yelena Isinbayeva (RUS) | 5.01 | Helsínquia, Finlândia         | 12 de agosto de 2005 |
| Melhor marca do ano                           | Sandi Morris (USA)      | 4.82 | Eugene, Estados Unidos        | 24 de junho de 2022  |
| Recorde africano                              | Elmarie Gerryts (RSA)   | 4.42 | Wesel, Alemanha               | 12 de junho de 2000  |
| Recorde asiático                              | Li Ling (CHN)           | 4.72 | Xangai, China                 | 18 de maio de 2019   |
| Recorde da América do Norte, Central e Caribe | Jennifer Suhr (USA)     | 5.02 | Albuquerque, Estados Unidos   | 2 de março de 2013   |
| Recorde sul-americano                         | Fabiana Murer (BRA)     | 4.87 | São Bernardo do Campo, Brasil | 3 de julho de 2016   |
| Recorde europeu                               | Yelena Isinbayeva (RUS) | 5.06 | Zurique, Suíça                | 28 de agosto de 2009 |
| Recorde da Oceania                            | Eliza McCartney (NZL)   | 4.94 | Jockgrim, Alemanha            | 17 de julho de 2018  |

Os seguintes recordes mundiais ou olímpicos foram estabelecidos durante esta competição:
| Data        | Evento | Atleta               | Distância | Notas               |
| ----------- | ------ | -------------------- | --------- | ------------------- |
| 17 de julho | Final  | Katie Nageotte (USA) | 4.85 m    | Melhor marca do ano |
| 17 de julho | Final  | Sandi Morris (USA)   | 4.85 m    | Melhor marca do ano |

## Medalhistas
| Ouro                 | Prata              | Bronze             |
| Katie Nageotte (USA) | Sandi Morris (USA) | Nina Kennedy (AUS) |

## Tempo de qualificação
| Tempo de qualificação |
| --------------------- |
| 4.65 m                |

## Calendário
| Data        | Horário | Fase         |
| ----------- | ------- | ------------ |
| 15 de julho | 17:20   | Qualificação |
| 17 de julho | 17:25   | Final        |

Todos os horários estão no horário local (UTC-7)

## Resultados

### Qualificação
Qualificação: 4,65 m (Q) ou as 12 melhores performances (q). 
| Pos. | Grupo | Atleta                 | Nacionalidade  | 4.20 | 4.35 | 4.50 | 4.60 | 4.65 | Marca | Notas |
| ---- | ----- | ---------------------- | -------------- | ---- | ---- | ---- | ---- | ---- | ----- | ----- |
| 1    | A     | Xu Huiqin              | China          | –    | o    | o    |      |      | 4.50  | q     |
| 1    | A     | Katie Nageotte         | Estados Unidos | –    | –    | o    |      |      | 4.50  | q     |
| 1    | A     | Wilma Murto            | Finlândia      | –    | o    | o    |      |      | 4.50  | q     |
| 1    | B     | Ninon Chapelle         | França         | –    | o    | o    |      |      | 4.50  | q     |
| 1    | B     | Sandi Morris           | Estados Unidos | –    | –    | o    |      |      | 4.50  | q     |
| 1    | B     | Jacqueline Otchere     | Alemanha       | o    | o    | o    |      |      | 4.50  | q,    |
| 1    | B     | Katerina Stefanidi     | Grécia         | –    | –    | o    |      |      | 4.50  | q     |
| 1    | B     | Nina Kennedy           | Austrália      | –    | –    | o    |      |      | 4.50  | q     |
| 9    | A     | Olivia McTaggart       | Nova Zelândia  | –    | o    | xo   |      |      | 4.50  | q     |
| 10   | A     | Margot Chevrier        | França         | –    | o    | xxo  |      |      | 4.50  | q     |
| 10   | B     | Anicka Newell          | Canadá         | o    | o    | xxo  |      |      | 4.50  | q,    |
| 12   | A     | Tina Šutej             | Eslovênia      | –    | o    | xxx  |      |      | 4.35  | q     |
| 12   | A     | Li Ling                | China          | o    | o    | xxx  |      |      | 4.35  | q,    |
| 12   | B     | Gabriela Leon          | Estados Unidos | o    | o    | xxx  |      |      | 4.35  | q     |
| 12   | B     | Angelica Moser         | Suíça          | –    | o    | xxx  |      |      | 4.35  | q     |
| 16   | A     | Maryna Kylypko         | Ucrânia        | o    | xo   | xxx  |      |      | 4.35  |       |
| 16   | A     | Saga Andersson         | Finlândia      | o    | xo   | xxx  |      |      | 4.35  |       |
| 16   | A     | Alysha Newman          | Canadá         | –    | xo   | xxx  |      |      | 4.35  |       |
| 16   | A     | Elisa Molinarolo       | Itália         | o    | xo   | xxx  |      |      | 4.35  |       |
| 16   | B     | Roberta Bruni          | Itália         | –    | xo   | xxx  |      |      | 4.35  |       |
| 16   | B     | Lisa Gunnarsson        | Suécia         | o    | xo   | xxx  |      |      | 4.35  |       |
| 22   | A     | Eleni-Klaoudia Polak   | Grécia         | xo   | xo   | xxx  |      |      | 4.35  |       |
| 23   | B     | Yana Hladiychuk        | Ucrânia        | o    | xxo  | xxx  |      |      | 4.35  |       |
| 24   | A     | Nikoleta Kyriakopoulou | Grécia         | xo   | xxo  | xxx  |      |      | 4.35  |       |
| 25   | B     | Molly Caudery          | Grã-Bretanha   | o    | xxx  |      |      |      | 4.20  |       |
| 26   | A     | Amálie Švábíková       | Chéquia        | xo   | xxx  |      |      |      | 4.20  |       |
| 26   | B     | Elina Lampela          | Finlândia      | xo   | xxx  |      |      |      | 4.20  |       |
| 26   | B     | Niu Chunge             | China          | xo   | xxx  |      |      |      | 4.20  |       |
| 28   | A     | Holly Bradshaw         | Grã-Bretanha   | –    | –    | r    |      |      | NM    |       |
| 28   | B     | Imogen Ayris           | Nova Zelândia  | xxx  |      |      |      |      | NM    |       |

### Final
A final ocorreu dia 17 de julho às 17:10. 
| Pos.              | Atleta             | Nacionalidade  | 4.30 | 4.45 | 4.60 | 4.70 | 4.80 | 4.85 | 4.90 | Marca | Notas                |
| ----------------- | ------------------ | -------------- | ---- | ---- | ---- | ---- | ---- | ---- | ---- | ----- | -------------------- |
| Medalha de ouro   | Katie Nageotte     | Estados Unidos | –    | o    | o    | xo   | xo   | o    | xxx  | 4.85  | Melhor marca do ano  |
| Medalha de prata  | Sandi Morris       | Estados Unidos | –    | o    | o    | o    | o    | xo   | xxx  | 4.85  | Melhor marca do ano  |
| Medalha de bronze | Nina Kennedy       | Austrália      | –    | xxo  | o    | o    | o    | xx-  | x    | 4.80  | Recorde da temporada |
| 4                 | Tina Šutej         | Eslovênia      | o    | o    | xxo  | o    | xxx  |      |      | 4.70  |                      |
| 5                 | Katerina Stefanidi | Grécia         | –    | o    | o    | xxo  | x-   | xx   |      | 4.70  | Recorde da temporada |
| 6                 | Li Ling            | China          | o    | o    | o    | xxx  |      |      |      | 4.60  | Recorde da temporada |
| 6                 | Wilma Murto        | Finlândia      | o    | o    | o    | xxx  |      |      |      | 4.60  | Recorde da temporada |
| 8                 | Angelica Moser     | Suíça          | o    | xxo  | o    | xxx  |      |      |      | 4.60  |                      |
| 9                 | Anicka Newell      | Canadá         | o    | o    | xxx  |      |      |      |      | 4.45  |                      |
| 10                | Jacqueline Otchere | Alemanha       | xo   | o    | xxx  |      |      |      |      | 4.45  |                      |
| 11                | Ninon Chapelle     | França         | xo   | o    | xxx  |      |      |      |      | 4.45  |                      |
| 12                | Gabriela Leon      | Estados Unidos | o    | xxx  |      |      |      |      |      | 4.30  |                      |
| 13                | Xu Huiqin          | China          | xo   | xxx  |      |      |      |      |      | 4.30  |                      |
|                   | Margot Chevrier    | França         | –    | xxx  |      |      |      |      |      | NM    |                      |
|                   | Olivia McTaggart   | Nova Zelândia  | xxx  |      |      |      |      |      |      | NM    |                      |

Legenda
| Recorde mundial       | Recorde mundial (World record)               |                       | Recorde africano                      | Recorde africano (African) |                                           | Q | Classificado por posição (Qualified) |
| Recorde do campeonato | Recorde do campeonato (Championship record)  | Recorde da América    | Recorde da América (Americas)         | q                          | Classificado por melhor tempo (Qualified) |   |                                      |
| Melhor marca do ano   | Melhor marca do ano (World leading)          | Recorde asiático      | Recorde asiático (Asian)              | DNS                        | Não largou (Did not start)                |   |                                      |
| Recorde nacional      | Recorde nacional (National record)           | Recorde europeu       | Recorde europeu (European)            | DNF                        | Não terminou (Did not finish)             |   |                                      |
| Recorde pessoal       | Recorde pessoal do atleta (Personal best)    | Recorde da Oceania    | Recorde da Oceania (Oceania)          | DSQ / DQ                   | Desclassificado (Disqualified)            |   |                                      |
| Recorde da temporada  | Recorde da temporada do atleta (Season best) | Recorde sul-americano | Recorde sul-americano (South America) | NM                         | Sem marca (No mark)                       |   |                                      |